# 芒泰 (东比利牛斯省)
芒泰（法語：Mantet）是法国东比利牛斯省的一个市镇，属于普拉德区（Prades）奥莱特县（Olette）。该市镇总面积32.15平方公里，2009年时的人口为25人。

## 人口
芒泰人口变化图示